# Mbali (Mambéré)
Pour les articles homonymes, voir Mbali.
Mbali est une  commune rurale de la préfecture de la Mambéré, en République centrafricaine. Elle tient son nom de la rivière Mbali.

## Géographie
La commune de Mbali est située au nord-est de la préfecture de Mambéré. la plupart des villages sont localisés sur les axes Mayaka - Gadzi et Yaloké - Zaorossoungou.
|       | Guézéli    | Yaloké |
| Topia | Mbali      | Yaloké |
|       | Boutélossi |        |

## Population
Sa superficie est de 2 034,39 km² pour une population estimée à 17 473 habitants en 2021.

## Villages
Les principaux villages de la commune sont : Gbon, Mayaka, Boy-Balé, Zaoro-Yanga Bondio, Gontikiri et Zakombo.
En zone rurale, la commune compte 65 villages recensés en 2003 : Aguene, Badom, Bakala, Bambea, Bangala 1, Bangala 2 Dipo, Bangala-Bopane, Bekabote, Bekayango, Bongbean, Boulende, Boutouni, Boybale 1, Boybale 2, Boybale-Haoussa, Ça-Va , Djalingo, Dondoro, Dongali 1, Dongali 2, Dongali 3, Douwe, Gate, Gbaboua, Gbagbete, Gbenepa, Gbom, Gbom-Haoussa, Goguene, Gontikiri Centre, Gontikiri-Haoussa, Gossene, Gueremba, Kolongo, Kozangue, Makaya-Bekabote, Mayaka, Mayaka-Haoussa, Meni, Minang 1, Minang 2, Moinam, Ndjoptiri, Ngabondo 2, Ngambondo, Ngbangala-Ngakola, Pate Mahui, Pondo, Sawele, Selegbewane, Selemala, Senagoro, Senagoro-Mbororo, We, Yenoin, Yole Yanga, Yoro, Yoro-Bandoro, Zaapia, Zaoro Dono, Zaoroyanga Bondio 1, Zaoroyanga Bondio 2, Zawissi, Zilikon, Zokombo.

## Enseignement
En 2023, la base de données des établissements scolaires relève 8 écoles primaires fondamental 1 sur la commune de Mbali :
- École mixte de Bangala Ngakola
- École mixte de Bangala Bokpané (Zakombo)
- École mixte de Boybalé
- École mixte de Gomtikiri
- École mixte de Mayaka
- École mixte de Yassimbéré
- École mixte de Zaoro Yanga
- École Pondo 1